# Crassula multicava
Crassula multicava és una planta suculenta nativa de Sud-àfrica i que pertany a la família de les Crassulaceae i al gènere Crassula. Les plantes d'aquest gènere estan molt valorats pel seu ús ornamental i pel col·leccionisme de suculentes. S'han convertit en les protagonistes de jardins tant de Sud-àfrica com d'altres països. Són plantes que els agrada l'ombra i formen una bonica visió com no ho fan d'altres espècies del gènere. Tenen una aparença compacta, uniforme i ordenada que tant els agrada a paisatgistes com a jardiners. Són plantes longeves i responen molt bé a la poda.
El seu estat de conservació és bo, no es troba en perill d'extinció, degut a la seva capacitat fàcil de dispersió, de fàcil arrelament i naturalesa perenne. Generalment es produeixen en abundància en el seu espai natural.

## Descripció

### Port
C. multicavaés una planta de fulla perenne de creixement moderadament ràpid, formador de mates i pot fer una coberta vegetal de fins a ± 300 mm, produeix un efecte uniforme en circulació quan es planten en massa.

### Fulles
Com amb tots els membres del gènere, tenen fulles rodones, brillants i ovades formades en parells oposats. Són lleugeres i de color verd fosc, depenent de la posició al jardí, a l'ombra es farà més fosca i més pàl·lida en semi-ombra i llocs assolellats. Les fulles contenen hidatodes (porus secretors d'aigua), que serveixen per a la ràpida absorció d'aigua de la superfície de la fulla.

### Flors
Les flors són petites, encantadores estrelles d'aquí el nom comú "Crassula de fades", i apareixen en masses per sobre de les fulles atractives.

## Distribució i hàbitat
C. multicava creix en els marges dels boscos, marges de rius i rierols, i en matolls costaners i subtropicals de Mpumulanga i zones de la regió més oriental de Sud-àfrica. Les plantes mostren una preferència pels sòls compostats i profunds, així com sòls d'argila i es produeixen en l'ombra parcial. Es troben en àrees protegides, sense gelades.

## Taxonomia
El nom Crassula és el diminutiu llatí de Craso, gruixuda, en referència a les fulles engruixudes de molts membres del gènere. El nom multicava és un epítet específic que es refereix als molts petits forats de les fulles (múltiples, el que significa molts i cava, buit, forat o cavitat). Crassula va ser nomenat per primera vegada en 1862 i el gènere conté al voltant de 150-200 espècies la majoria dels quals viuen a l'Àfrica del Sud. La majoria dels membres són perennes suculentes, encara que hi ha algunes espècies d'arbustos i arbres com. Altres gèneres populars utilitzats en l'horticultura inclouen cotilèdon, Tylecodon i Kalenchoe que també són suculentes i són de jardí de roques i plantes de contenidors populars que es fan bé en climes semiàrids.